# 盧卡斯·麥克諾頓
盧卡斯·邁克爾·麥克諾頓（英語：Lukas Michael MacNaughton；1995年3月8日—）是一名加拿大足球員，在場上司職後衛。

## 生平

### 俱樂部生涯
2019年3月，麥克諾頓和加超聯球隊太平洋FC簽下個人第一份職業合約。據麥克諾頓後來憶述：當時的他已經對足球生涯不抱什麼希望，而是準備成為建築師，但太平洋FC對他伸出了橄欖枝，讓他改變了心意。
2022年1月，麥克諾頓被交易到美職聯的多倫多FC，並和球隊簽下兩年合約。同年7月26日，麥克諾頓在客場挑戰溫哥華白浪的加拿大足球錦標賽總決賽上攻入個人在多倫多FC的第一個入球，並把比賽拖進點球大戰。最後多倫多以5-3被溫哥華擊敗。

### 國家隊生涯
麥克諾頓曾在2015年和2017年隨加拿大隊出戰世界大學生運動會，並在2017年世大運比賽上攻破巴西的大門。
2022年11月，麥克諾頓第一次獲得加拿大大國家隊徵召，出戰世界盃前對巴林的熱身賽。11月11日，麥克諾頓在比賽第71分鐘替換卡馬爾·米勒，完成大國家隊首秀。

## 榮譽
- 加超聯冠軍：2021
- 加拿大足球錦標賽冠軍：2020